# Chamelaucium
Chamelaucium é um género botânico pertencente à família Myrtaceae. São plantas arbustivas endémicas do sudoeste da Austrália. Têm flores semelhantes às da árvore do chá, do género Leptospermum. A espécie mais conhecida como flor-de-cera-de-Geraldton, Chamelaucium uncinatum, amplamente cultivada pelas suas flores vistosas e de dimensão considerável..

## Espécies
- Chamelaucium affine, Meisn.
- Chamelaucium aorocladus
- Chamelaucium axillare
- Chamelaucium brevifolium
- Chamelaucium ciliatum
- Chamelaucium confertiflorum
- Chamelaucium conostigmum
- Chamelaucium croxfordiae
- Chamelaucium dilatatum, J.R.Drumm.
- Chamelaucium drummondii
- Chamelaucium erythrochlorum
- Chamelaucium floriferum
- Chamelaucium forrestii
- Chamelaucium foustinellum
- Chamelaucium gracile, F.Muell.
- Chamelaucium griffinii
- Chamelaucium hallii, Ewart
- Chamelaucium halophilum
- Chamelaucium hamatum
- Chamelaucium heterandrum, Benth.
- Chamelaucium juniperinum
- Chamelaucium leptocaulum
- Chamelaucium lullfitzii
- Chamelaucium marchantii
- Chamelaucium megalopetalum
- Chamelaucium micranthum
- Chamelaucium naviculum
- Chamelaucium oenanthum
- Chamelaucium pauciflorum
- Chamelaucium paynterae
- Chamelaucium plumosum, Desf.
- Chamelaucium psammophilum
- Chamelaucium repens
- Chamelaucium roycei
- Chamelaucium schuermannii, F.Muell.
- Chamelaucium thomasii, F.Muell.
- Chamelaucium uncinatum
- Chamelaucium verticordinum, F.Muell.
- Chamelaucium virgatum